# Goulier
Goulier korábbi község Franciaországban, Ariège megyében. Lakosainak száma 47 fő (2018. január 1.). Goulier Auzat, Lercoul, Sem és Vicdessos községekkel határos.
2019. január 1-jén három másik korábbi községgel egyesült és az így létrejött Val-de-Sos új község része lett.

## Népesség
A település népességének változása:
| Lakosok száma | 36   | 47   | 61   | 38   | 49   | 39   | 40   | 45   | 46   | 47   |
|               | 1968 | 1975 | 1982 | 1999 | 2006 | 2011 | 2013 | 2016 | 2017 | 2018 |